# Palazzo di Hisham

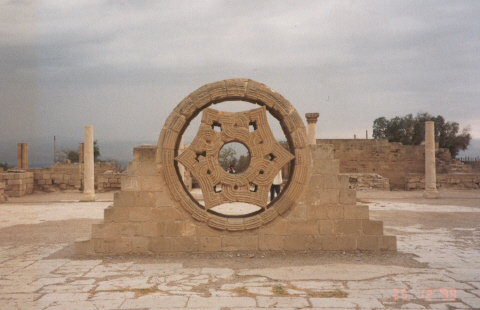
La finestra rotonda che caratterizza il Palazzo di Hisham

Il Palazzo di Hishām (in arabo خربة المفجر‎?, Khirbat al-Mafjar, in ebraico: ח'רבת אל-מפג'ר) è un complesso residenziale invernale dei califfi omayyadi, risalente all'VIII secolo d.C., sito a circa cinque chilometri a nord della città di Gerico, del quale rimangono oggi solo alcune rovine.

## Costruzione
Il palazzo fu eretto tra il 743 ed il 744 a cura di al-Walid II ibn Yazid II, nipote e successore del califfo Hisham ibn 'Abd al-Malik (691 – 743), che regnò dal 723 fino alla morte.
Esso fu eretto sul modello delle terme romane e fu decorato con mosaici e stucchi.

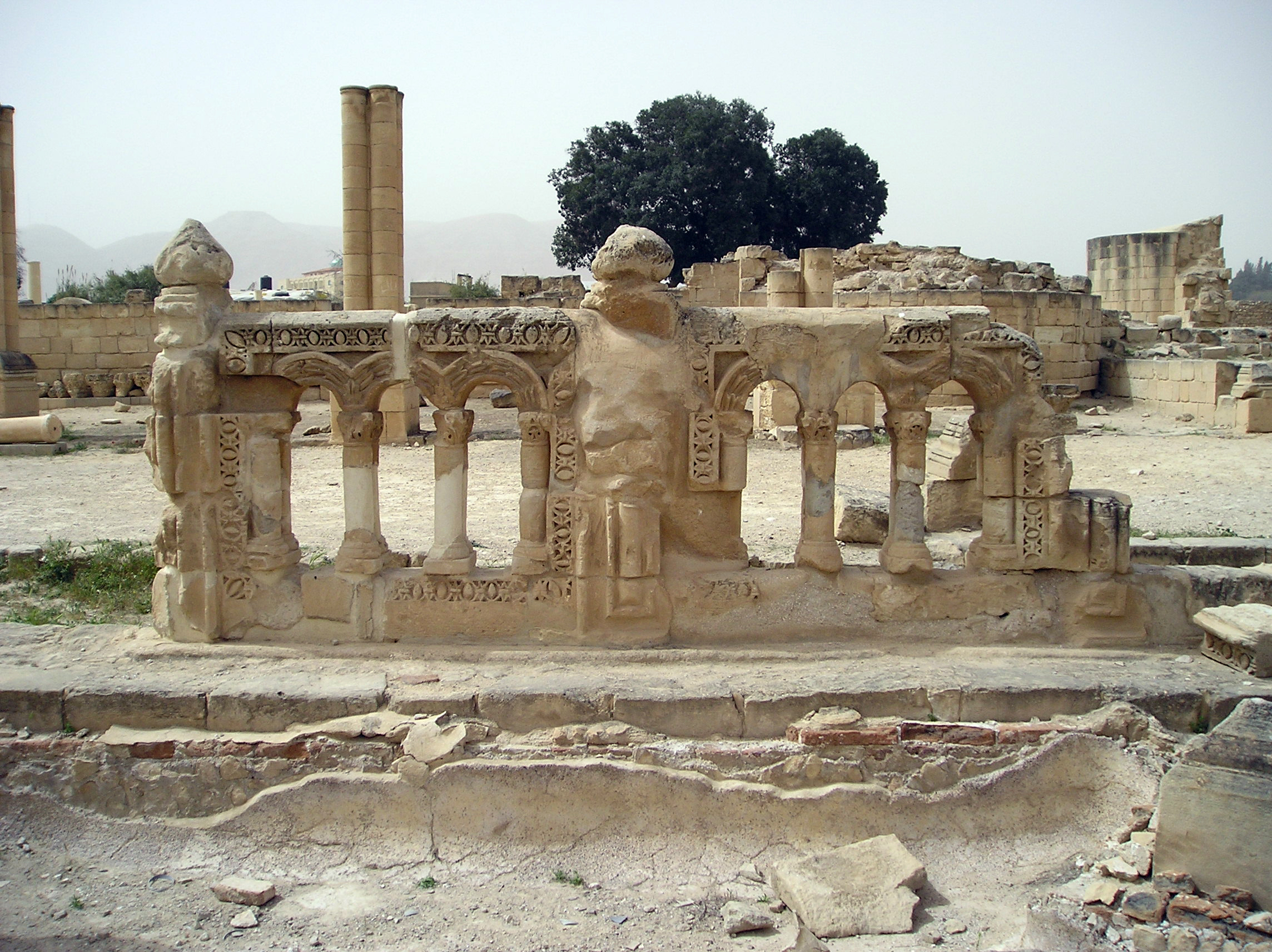
Colonne dalla corte del Palazzo di Hisham

Il complesso comprende un palazzo, un cortile pavimentato, un ambiente per i bagni, una moschea, un cortile con fontana, un giardino di 60 ettari contenente piante, animali, mosaici e decorazioni di elevato livello.
Il palazzo stesso era un ampio edificio quadrato con un'entrata monumentale e stanze su due piani circostanti un lungo porticato.
Un sofisticato sistema di tubazioni sotterranee forniva acqua calda (una parte del sistema esiste ancora). La zona destinata ai bagni veniva utilizzata anche come sala per le udienze e per i banchetti.  L'architettura della sala per I bagni e la Fontana contiene alcuni esempi delle tecniche tardo antiche e classiche di costruzione ignote in altri posti.
Scavi recenti hanno portato in luce laboratori e magazzini che confermano l'appartenenza del palazzo al periodo degli omayyadi.
Elemento caratteristico ed emblema del Palazzo è una finestra, probabilmente crollata a causa del terremoto, ricostruita e sorretta da un apposito muretto in mattoni. Si tratta di una finestra a forma rotonda: una corona circolare in laterizio nella quale è inscritta una rosetta esalobata con al centro un foro a sezione circolare: pare che sia stata questa finestra, la cui forma divenne nota in Europa grazie ai crociati, ad ispirare la forma dei rosoni che ornano le facciate di molte cattedrali gotiche europee.

## Mosaici

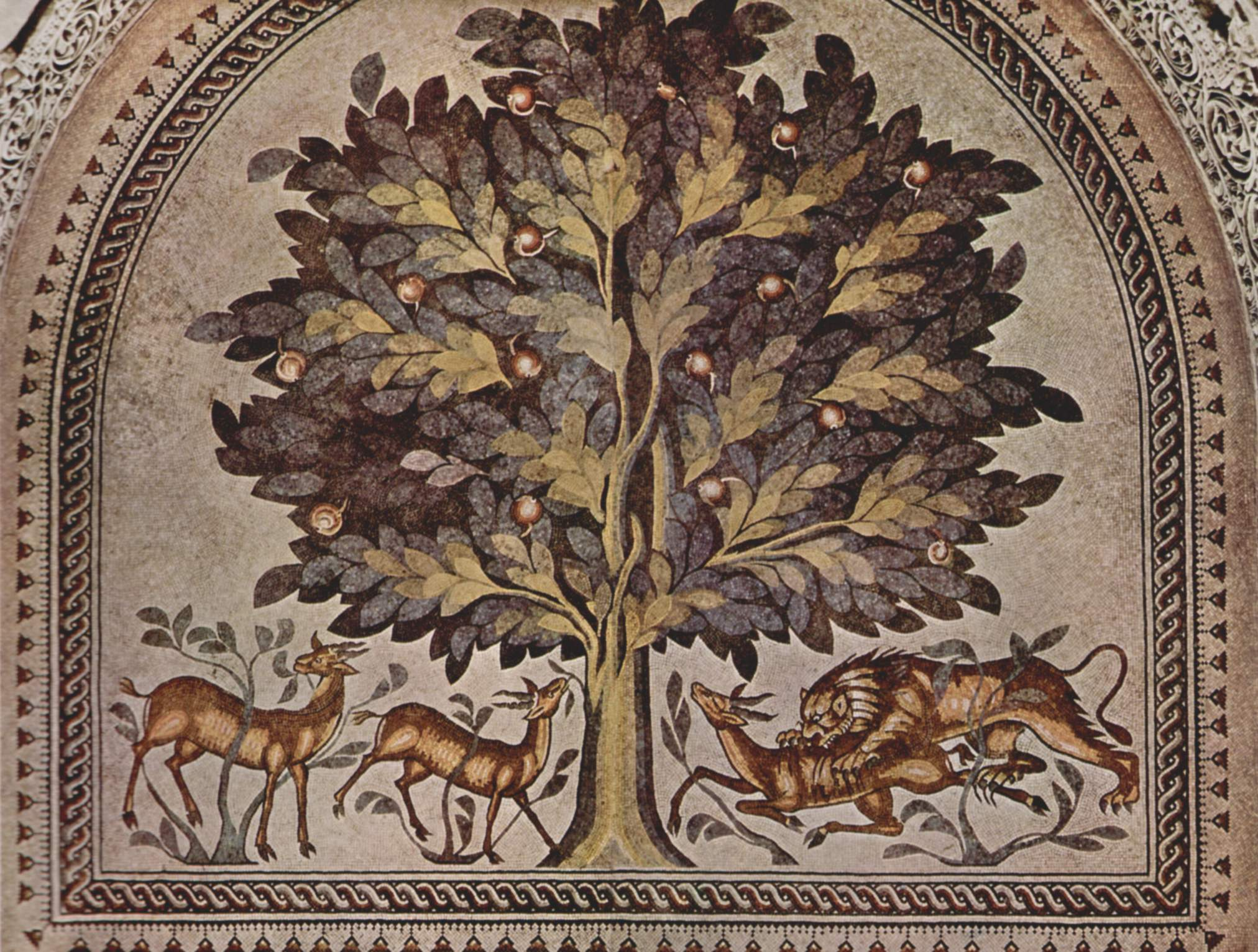
Mosaici nella sala delle udienze, sita nella zona termale del palazzo

Nell'angolo destro dei bagni c'è un piccolo locale riservato al principe. In esso stava un delizioso e misterioso pannello in mosaico. Il suo disegno è un grande albero sotto il quale si vede, sul lato destro, un leone attaccare un cervo mentre sul sinistro due cervi pascolano tranquillamente.
L'interpretazione di questa raffigurazione non è univoca. Alcuni sostengono che probabilmente essa rappresenta il buono ed il cattivo governo, mentre altri lo spiegano sostenendo che il leone rappresenta il principe ed i cervi le donne del suo harem. Quest'ultima interpretazione si fonda sull'osservazione che i cervi paiono tranquilli e per nulla intimiditi dalla presenza del leone. Migliaia di frammenti sono immagazzinati nel Museo Rockfeller a Gerusalemme ma pochi hanno potuto studiarli.
Gli stucchi che mostrano dipinti di donne seminude sono unici nell'arte islamica e le decorazioni per tutto il palazzo che superano in sontuosità le equivalenti romane vengono considerate come la dimostrazione della natura poco religiosa degli Omayyadi.
Molti dettagli del palazzo sono ora noti agli storici grazie agli scavi ed alla ricostruzione della disposizione fatta da Robert Hamilton.
Il palazzo fu distrutto da un terremoto nel 747.